# Rosellinia necatrix
Rosellinia necatrix är en svampart som beskrevs av Berl. ex Prill. 1904. Rosellinia necatrix ingår i släktet Rosellinia och familjen kolkärnsvampar.   Inga underarter finns listade i Catalogue of Life.